# Кирьос, Ник
Ник Кирьос (англ. Nick Kyrgios, греч. Νίκος Κύργιος), полное имя Николас Хилми Кирьос (англ. Nicholas Hilmy Kyrgios; род. 27 апреля 1995 года в Канберре, Австралия) — австралийский теннисист, победитель одного турнира Большого шлема в парном разряде (Открытый чемпионат Австралии-2022), финалист одного турнира Большого шлема в одиночном разряде (Уимблдон-2022), победитель 11 турниров ATP (из них семь в одиночном разряде).
В юниорах: победитель одного юниорского турнира Большого шлема в одиночном разряде (Открытый чемпионат Австралии-2013), победитель трёх юниорских турниров Большого шлема в парном разряде (Открытый чемпионат Франции-2012, Уимблдон-2012 и -2013), бывшая первая ракетка мира в юниорском рейтинге.

## Общая информация
Ник Кирьос родился в Канберре (столице Австралии) 27 апреля 1995 года. Его отец Джордж Кирьос — австралиец греческого происхождения, а мать Норлайла родом из Малайзии. В семье трое детей: у Ника есть брат Христос (юрист, на 8 лет старше него) и сестра Халима (актриса).
Ник начал играть в теннис в 6-летнем возрасте. Кроме этого, он серьёзно занимался баскетболом. В 14-летнем возрасте ему пришлось выбирать между этими двумя видами спорта, и он выбрал теннис. Позднее он так комментировал этот выбор: «Вероятно, это было самым трудным решением в моей жизни, но моя семья очень сильно поддерживала мой выбор в пользу тенниса… Это выбор, о котором я не сожалею».
В 2011—2013 годах Кирьос был стипендиатом Австралийского института спорта.
Кирьос состоял в отношениях с хорватско-австралийской теннисисткой Айлой Томлянович. Затем некоторое время встречался с российской теннисисткой Анной Калинской, а после — с Кьярой Пассари. В настоящий момент подругой Кирьоса является модель Костин Хаци.
В 2020 году Кирьос стал веганом, поскольку, по его словам, «не может видеть страдания животных».

## Спортивная карьера

### Юниорская карьера
Первую победу в Юниорском туре ITF Ник Кирьос одержал в июле 2010 года, когда ему было 15 лет — это произошло на турнире на Фиджи.
Первое выступление Кирьоса на юниорском турнире Большого шлема в одиночном разряде состоялось на Открытом чемпионате Австралии 2011 года (в юниорском парном разряде он сыграл один матч на чемпионате 2010 года). В 2012 году он, выступая в паре с Эндрю Харрисом, победил на двух юниорских турнирах Большого шлема в парном разряде — Открытом чемпионате Франции и Уимблдонском турнире.
В январе 2013 года Ник Кирьос стал победителем юниорского турнира Большого шлема в одиночном разряде — Открытого чемпионата Австралии. В финальном матче он выиграл у другого австралийского игрока — Танаси Коккинакиса. В январе 2013 года Кирьос стал первым номером в мировом юниорском рейтинге. В 2013 году ему удалось защитить титул чемпиона юниорского Уимблдонском турнира в парном разряде — на этот раз, Танаси Коккинакис был его партнёром.
| Турнир                       | 2011 | 2012 | 2013 | В/П  |
| ---------------------------- | ---- | ---- | ---- | ---- |
| Открытый чемпионат Австралии | 3Р   | 2Р   | П    | 9-2  |
| Открытый чемпионат Франции   | -    | 2Р   | 2Р   | 2-2  |
| Уимблдонский турнир          | 3Р   | 1/4  | 3Р   | 7-3  |
| Открытый чемпионат США       | -    | 1/4  | -    | 3-1  |
| В/П в сезоне                 | 4-2  | 8-4  | 9-2  | 21-8 |

| Турнир                       | 2010 | 2011 | 2012 | 2013 | В/П  |
| ---------------------------- | ---- | ---- | ---- | ---- | ---- |
| Открытый чемпионат Австралии | 1Р   | 2Р   | 1/2  | 1/4  | 6-4  |
| Открытый чемпионат Франции   | -    | -    | П    | 1Р   | 5-1  |
| Уимблдонский турнир          | -    | 1Р   | П    | П    | 10-1 |
| Открытый чемпионат США       | -    | -    | Ф    | -    | 4-1  |
| В/П в сезоне                 | 0-1  | 1-2  | 17-2 | 7-2  | 25-7 |

### Профессиональная карьера

#### 2012—2013 годы
На Открытом чемпионате Австралии 2012 года Ник Кирьос играл в квалификационном турнире, но проиграл в первом же круге Матьё Родригесу из Франции. В том же сезоне Ник принял участие в ряде турниров-фьючерсов ITF. Лучшим результатом его выступлений в одиночном разряде был выход в полуфинал турнира в Маргарет-Ривер (Западная Австралия) в октябре 2012 года.

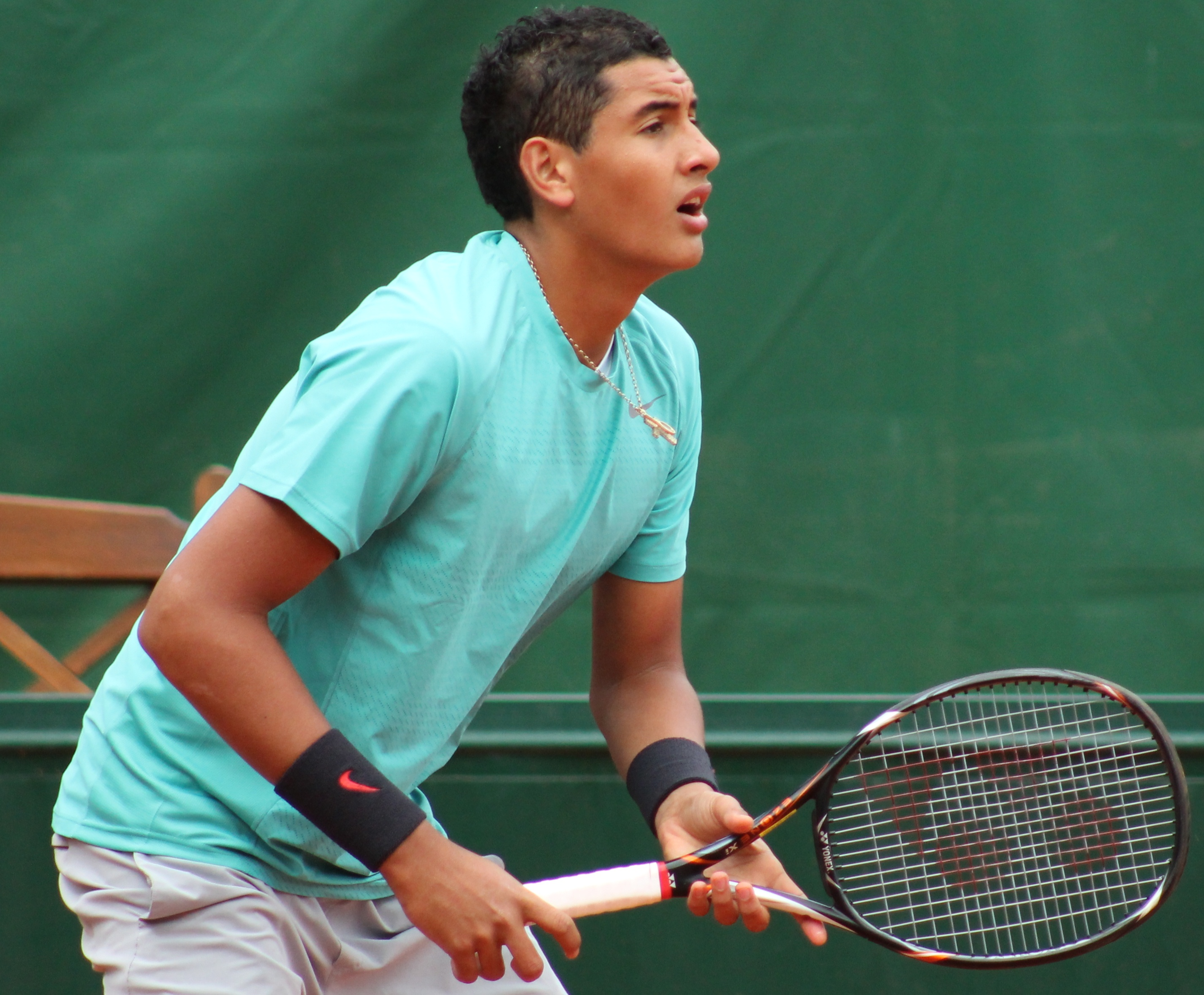
Ник Кирьос на Ролан Гаррос-2013

В январе 2013 года Ник Кирьос принял участие в теннисном турнире в Брисбене, но проиграл в первом круге квалификационных соревнований. После этого он играл в квалификационном турнире Открытого чемпионата Австралии 2013 года, и также проиграл в первом матче, где его соперником был американец Брэдли Клан. Правда, на том же чемпионате Кирьосу удалось победить в юниорском турнире.
После этого Ник Кирьос получил специальное приглашение (уайлд-кард) от организаторов челленджера ATP в Аделаиде (Charles Sturt Adelaide International), который состоялся в феврале 2013 года. На этом турнире Ник одержал три победы и дошёл до полуфинала, в котором проиграл британскому теннисисту Джеймсу Уорду.
Следующим челленджером ATP, в котором участвовал Кирьос (также получив уайлд-кард от организаторов), был турнир в Сиднее (Nature’s Way Sydney Tennis International), который состоялся в феврале — марте 2013 года. На этом турнире Ник дошёл до финала, в котором он обыграл своего соотечественника Мэтта Рида, тем самым одержав первую победу на «взрослом» профессиональном турнире.
На Открытом чемпионате Франции 2013 года Ник Кирьос сначала получил приглашение участвовать в квалификационных соревнованиях, но когда один из теннисистов отказался от участия из-за травмы, организаторы турнира повысили уровень выданной уайлд-кард, и Ник впервые в жизни получил возможность сыграть в основной сетке одиночного турнира Большого шлема. В первом круге ему в упорной борьбе удалось победить Радека Штепанека из Чехии — они сыграли три сета, судьба каждого из которых решалась на тай-брейке. Во втором круге Ник в трёх сетах проиграл Марину Чиличу из Хорватии.
На Открытом чемпионате США 2013 года Ник Кирьос успешно прошёл через квалификационный турнир, но в первом круге основного турнира проиграл испанцу Давиду Ферреру в трёх сетах.

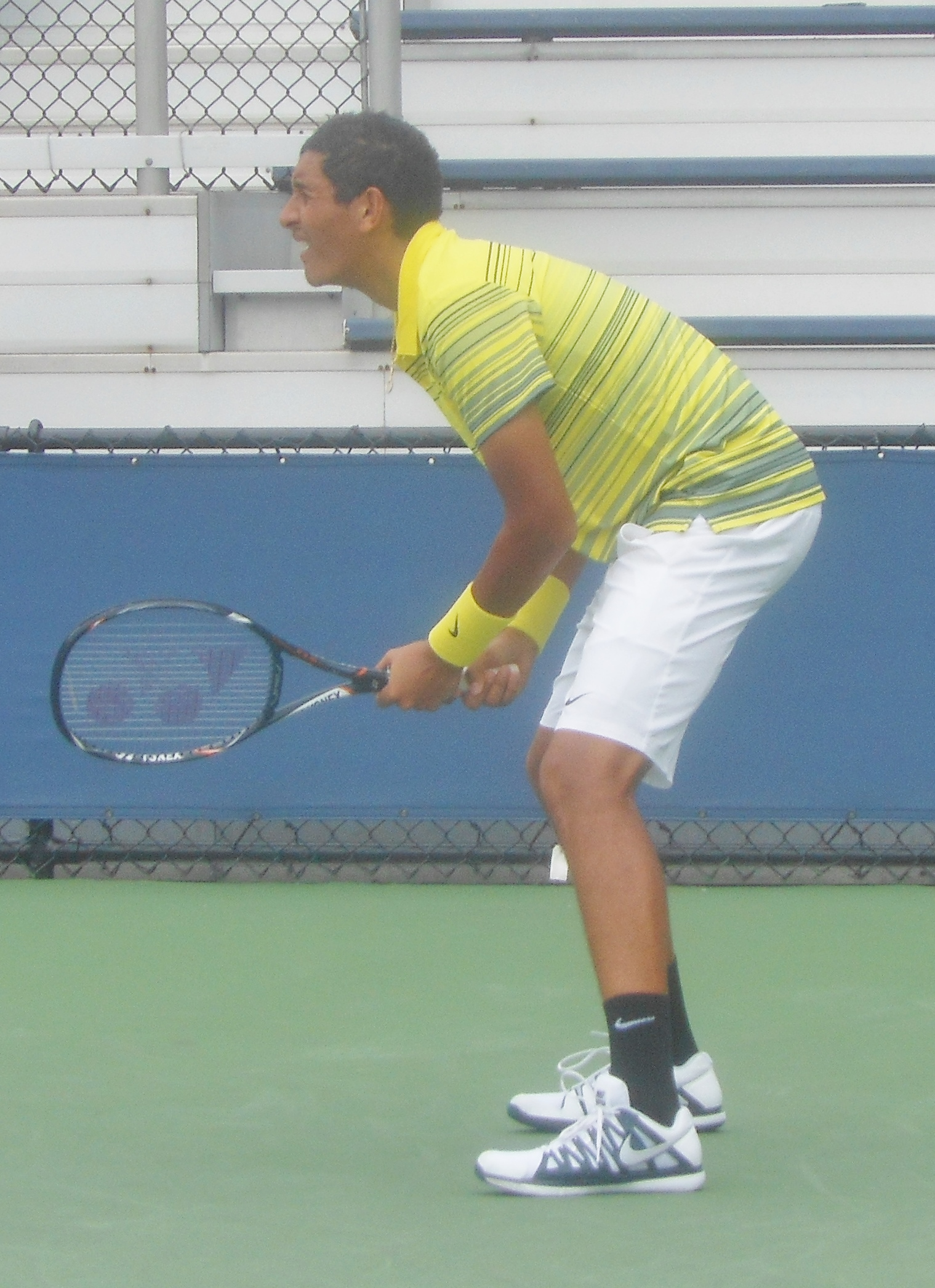
Кирьос на Открытом чемпионате США-2013

#### 2014—2015 годы
В январе 2014 года Ник Кирьос планировал выступить на теннисном турнире в Брисбене, но был вынужден отказаться от участия из-за травмы плеча.
На Открытом чемпионате Австралии 2014 года Ник Кирьос получил уайлд-кард от организаторов турнира, что дало ему возможность принять участие в соревнованиях одиночного разряда. В первом круге он в четырёх сетах победил Беньямина Беккера из Германии. Во втором круге Кирьос играл с Бенуа Пером из Франции, имел преимущество в два сета, но в результате проиграл в пяти сетах и выбыл из дальнейшей борьбы.
В феврале 2014 года Ник участвовал на турнире в Мемфисе, где в первом круге проиграл американцу Тиму Смычеку. После этого из-за травмы локтя Кирьосу пришлось отказаться от участия в турнирах ATP, которые проходили в Делрей-Бич и Акапулько. После некоторой паузы, во второй половине апреля Ник победил на двух челленджерах ATP, проходивших в США — в Сарасоте (Sarasota Open) и Саванне (Savannah Challenger), где в финалах он победил Филипа Краиновича из Сербии и Джека Сока из США соответственно.
На Открытом чемпионате Франции 2014 года Ник Кирьос снова получил уайлд-кард от организаторов турнира и принял участие в соревнованиях в одиночном разряде, оказавшись самым молодым участником в основной сетке турнира. В первом же круге Кирьос проиграл в трёх сетах Милошу Раоничу из Канады. После этого, в июне 2014 года, Ник выступил на челленджере, проходившем в Ноттингеме (AEGON Nottingham Challenge), где он успешно прошёл квалификационную, а затем и основную стадию турнира, победив в финале своего соотечественника Сэмюэла Грота. Эта победа гарантировала ему получение уайлд-кард для участия в Уимблдонском турнире.
На Уимблдонском турнире 2014 года в соревнованиях одиночного разряда в первом круге Ник Кирьос в четырёх сетах победил Стефана Робера из Франции, а во втором круге он в упорнейшем пятисетовом поединке выиграл у другого француза, Ришара Гаске, причём по ходу матча Нику удалось отыграть 9 матчболов. В третьем круге Кирьос встречался с Иржи Веселым из Чехии и обыграл его в четырёх сетах. В четвёртом круге соперником Кирьоса был первый номер мирового рейтинга испанец Рафаэль Надаль, и Нику удалось выиграть этот матч в четырёх сетах. В матче с Надалем Кирьос сделал 37 подач навылет. Для Надаля это был проигрыш низшему по рейтингу сопернику (№ 144) за всю историю его участия в турнирах Большого шлема. В четвертьфинале Уимблдонского турнира Кирьос в четырёх сетах проиграл Милошу Раоничу из Канады, который перед этим также остановил его в первом круге Открытого чемпионата Франции. В результате успешного выступления на Уимблдонском турнире Ник Кирьос поднялся на 78 позиций в Рейтинге ATP, оказавшись на 66 месте и тем самым впервые попав в первую сотню.
На Открытом чемпионате США по теннису 2014 года Ник Кирьос в первом круге обыграл Михаила Южного из России, а во втором — Андреаса Сеппи из Италии. В третьем круге Кирьос в четырёх сетах уступил испанцу Томми Робредо и выбыл из дальнейшей борьбы.
На Открытом чемпионате Австралии 2015 года в соревнованиях одиночного разряда в первом круге Ник Кирьос в упорнейшем пятисетовом поединке выиграл у аргентинского теннисиста Федерико Дельбониса, во втором круге в четырёх сетах победил Иво Карловича из Хорватии, а в третьем круге в трёх сетах обыграл Малика Джазири из Туниса. В четвёртом круге Ник Кирьос играл с итальянцем Андреасом Сеппи, который перед этим выбил из турнира Роджера Федерера. Матч оказался исключительно упорным, но в пятом сете Нику удалось вырвать победу и во второй раз в своей карьере выйти в четвертьфинал турнира Большого шлема. В четвертьфинале Кирьос в трёх сетах проиграл Энди Маррею из Великобритании.
В начале мая 2015 года Кирьос вышел в финал грунтового турнира в Кашкайше, который стал для австралица дебютным в Мировом туре. В борьбе за титул Кирьос проиграл Ришару Гаске со счётом 3-6, 2-6. На мастерсе в Мадриде Ник смог во втором раунде переиграть Роджера Федерера — 6-7(2), 7-6(5), 7-6(12). На кортах Ролан Гаррос он вышел в третьем раунде на Энди Маррея и проиграл британцу в трёх сетах. На Уимблдонском турнире Кирьос сумел в третьем раунде выиграть у № 8 в мире Милоша Раонича, однако в следующем круге он проиграл Ришару Гаске.
На Открытом чемпионате США 2015 года Кирьосу не повезло со жребием, уже в первом раунде он встретился с Энди Марреем и проиграл ему в четырёх сетах. Лучшими результатами австралийского спортсмена в осенней части сезона стали выход в полуфинал в Куала-Лумпуре и четвертьфинал в Токио. По итогам сезона Кирьос вошёл в топ-30 мирового рейтинга.

#### 2016—2017 годы

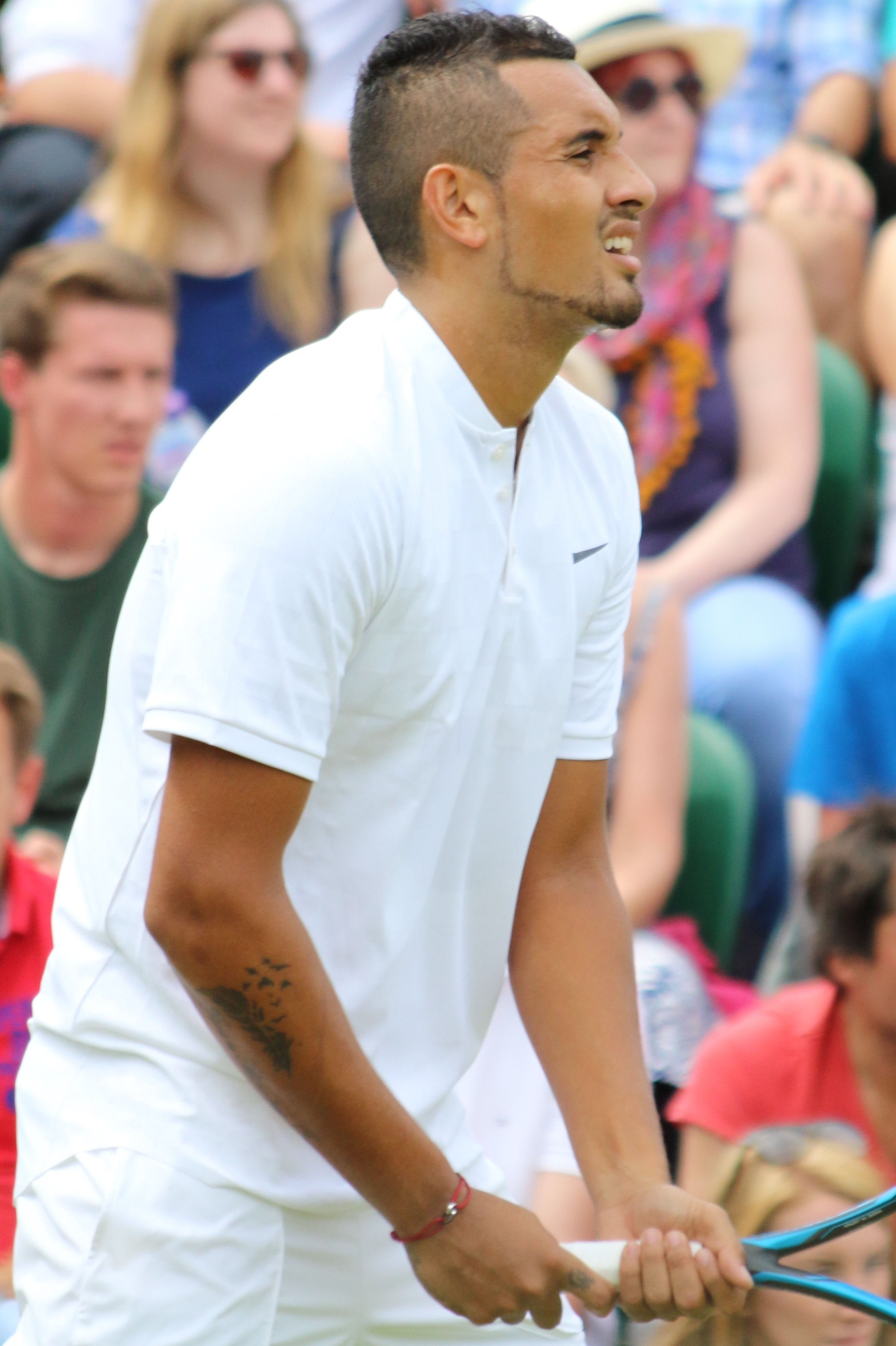
Кирьос на Уимблдонском турнире США 2017 года

На Открытом чемпионате Австралии 2016 года Кирьос вышел в стадию третьего раунда. В феврале 2016 года он одержал свою первую победу в соревнованиях основного тура АТП, победив в финале турнира в Марселе хорвата Марина Чилича со счётом 6-2, 7-6(3). На своём пути к титулу Ник также смог переиграть двух теннисистов из топ-10: Ришара Гаске и Томаша Бердыха. На следующем для себя турнире в Дубае Кирьос вновь обыграл Бердыха в 1/4 финала и прошёл в стадию полуфинала. В марте 2016 года Кирьос на мастерсе в Майами смог впервые выйти в полуфинал турнира данной элитной серии. Этот результат позволил Нику войти в топ-20 рейтинга АТП.
Грунтовую часть сезона 2016 года Кирьос начал с полуфинала на турнире в Кашкайше. Затем он добрался до 1/4 финала на мастерсе в Мадриде, обыграв для этого среди прочих № 4 в мире Стэна Вавринку. На Открытом чемпионате Франции его результатом стал третий раунд, а на Уимблдоне — четвёртый раунд. В начале августа, перейдя на хард, Кирьос выиграл свой второй титул АТП, победив на соревнованиях в Атланте. В финале он победил своего соперника Джона Изнера со счётом 7-6(3) 7-6(4). На Открытом чемпионате США австралиец сошёл в третьем раунде, отказавшись от продолжения матча. В октябре он взял третий титул в сезоне и в карьере, победив на турнире в Токио. В решающих раундах Кирьос переиграл № 8 в мире Гаэля Монфиса (6-4, 6-4) и № 14 Давида Гоффена (4-6, 6-3, 7-5). В конце октября Ник поднялся на самую высокую в карьере — 13-ю строчку мирового рейтинга.
В феврале 2017 года Кирьос защищал свой прошлогодний титул на турнире в Марселе, но на это раз смог пройти до полуфинала. На следующем для себя турнире в Акапулько ему удалось победить в четвертьфинале № 2 в мире на тот момент Новака Джоковича — 7-6(9), 7-5, но в полуфинале Ник проиграл американцу Сэму Куэрри. В марте на мастерсе в Индиан-Уэлсе Кирьосу вновь удалось одержать победу над Джоковичем — в четвёртом раунде со счётом 6-4, 7-6(3). На четвертьфинал против Роджера Федерера он не вышел из-за заболевания. На следующем мастерсе в Майами австралиец также проявил себя хорошо, пройдя в полуфинал, где он уже сыграл матч против Федерера, но проиграл ему в трёх сетах.
Грунтовая часть сезона 2017 года прошла для Кирьоса неудачно. Он сыграл всего на трёх турнирах, не выходя дальше третьего раунда. Летом на траве он сыграл всего два матча, каждый из которых завершил досрочно из-за травм. Кирьос удачно выступил в августе на мастерсе в Цинциннати. В четвертьфинале он смог обыграть во второй раз в карьере Рафаэля Надаля (6-2, 7-5). Далее в полуфинале Ник обыграл ещё одного испанца Давида Феррера (7-6(3), 7-6(4)) и оформил первый выход в финал турнира серии мастерс. В решающем матче за титул Кирьос проиграл ещё одному дебютанту в финалах на мастерсах Григору Димитрову со счётом 3-6, 5-7. Следующего финала в сезоне австралиец достиг в октябре на турнире в Пекине после победы в 1/2 финала над № 4 в мире Александром Зверевым (6-3, 7-5). В решающем матче за титул он сразился с лидером рейтинга Рафаэлем Надалем и проиграл со счётом 2-6, 1-6.

#### 2018—2020 годы

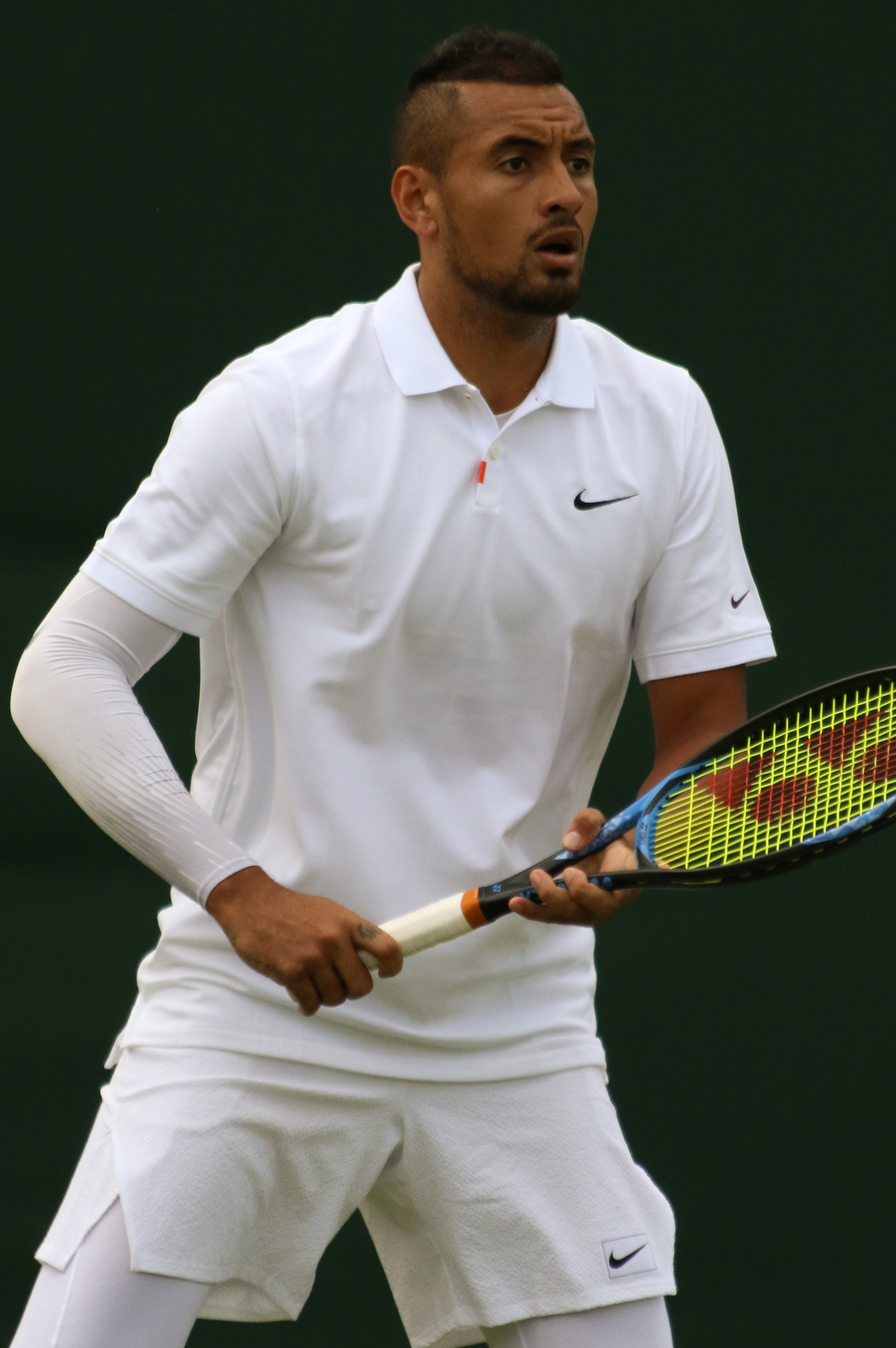
Кирьос на Уимблдоне 2019 года

Кирьос хорошо стартовал в сезоне 2018 года. В полуфинале турнира АТП в Брисбене он смог победить третью ракетку мира Григора Димитрова (3-6, 6-1, 6-4), а затем 7 января в финале обыграл Райана Харрисона из США со счётом 6-4, 6-2 и выиграл первый с 2016 года титул. Затем, на Открытом чемпионате Австралии, Кирьос дошёл до четвёртого круга, в котором у него взял реванш Григор Димитров из Болгарии в четырёх сетах. Первая половина сезона была омрачена травмой локтя, из-за которой Кирьос пропустил Ролан Гаррос. На Уимблдоне 2018 года Кирьос вышел в третий раунд. Такой же результат у него получился и на Открытом чемпионате США.
На Открытом чемпионате Австралии 2019 года Ник Кирьос проиграл в первом же круге в трёхсетовом поединке канадцу Милошу Раоничу. В начале марта Кирьос выиграл турнир в Акапулько, победив, в том числе, трёх игроков из топ-10 — Рафаэля Надаля, Джона Изнера и в финале Александра Зверева со счётом 6-3, 6-4. Пропустив второй год подряд Ролан Гаррос, Кирьос затем на Уимблдоне проиграл на стадии второго раунда. В начале августа он сумел выиграть свой шестой титул АТП, победив на турнире в Вашингтоне. В решающих раундах Кирьос обыграл двух теннисистов из первой десятки: в полуфинале Стефаноса Циципаса (6-4, 3-6, 7-6(7)), а в финале Даниила Медведева (7-6(6), 7-6(4)). На Открытом чемпионате США Кирьос дошёл до третьего раунда, но проиграл Андрею Рублёву в трёх сетах.
На Открытом чемпионате Австралии Кирьос дошёл до четвёртого раунда, где его соперником стал первый номер мирового рейтинга Рафаэль Надаль, которому Ник проиграл в четырёх сетах.

#### 2021

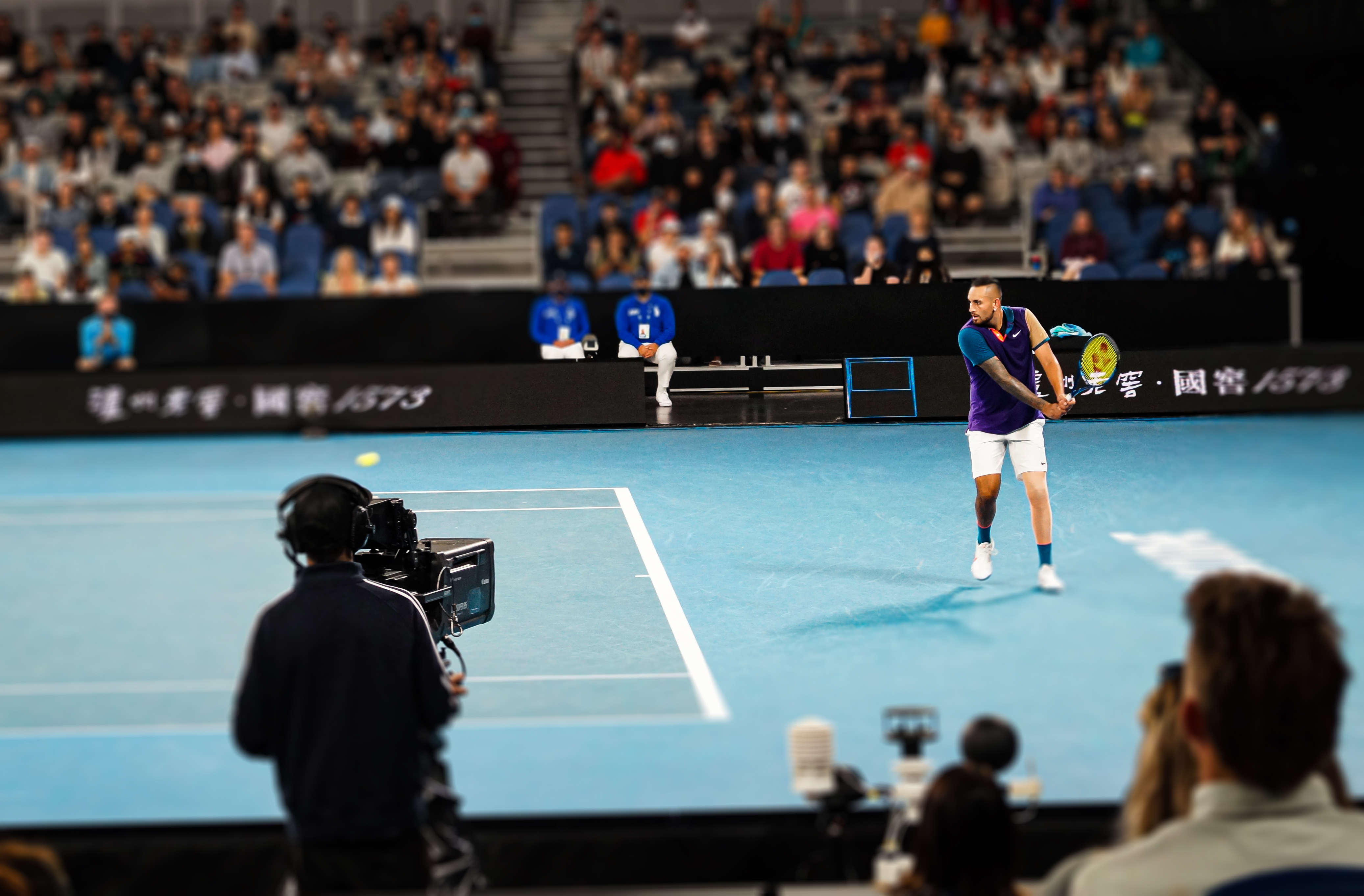
Кирьос на Открытом чемпионате Австралии 2021 года

На Открытом чемпионате Австралии Кирьос проиграл в третьем раунде третьему сеянному Доминику Тиму, хотя выиграл первые два сета — 6-4, 6-4, 3-6, 4-6, 4-6.
В апреле Кирьос объявил, что будет играть примет участие в турнире на Мальорке и в Штутгарте, но позже снялся с обоих турниров. На Уимблдонском турнире 2021 года Кирьос выиграл в пяти сетах свой первый матч против 21-го сеяного Уго Эмбера, который растянулся на два дня. Во втором раунде он обыграл Джанлуку Магера в сетах подряд. В третьем раунде против Феликса Оже-Альяссима, Киргиос выбыл после второго сета из-за травмы брюшной полости.
Ник также отказался принимать участие в олимпийском турнире в Токио, сославшись на отсутствие фанатов на трибунах.
В конце июля на турнире ATP 250 выиграл у Кевина Андерсона в двух сетах, эта победа стала для Кирьоса последней в сезоне. Во втором круге Ник уступил британцу Кэму Норри (1-6, 4-6). За этим последовали ещё 4 поражения в первых кругах, включая разгром от Роберто Баутисты Агута на Открытом чемпионате США (3-6, 4-6, 0-6). Последний раз Кирьос вышел на корт в конце сентября на Кубке Лейвера в Бостоне, где проиграл Стефаносу Циципасу (3-6, 4-6).

#### 2022: финал Уимблдона, победа в парном разряде в Австралии
На Открытом чемпионате Австралии, будучи 115-й ракеткой мира, во втором круге в 4 сетах проиграл второй ракетке мира Даниилу Медведеву, который затем дошёл до финала. При этом в мужском парном разряде Кирьос вместе с Танаси Коккинакисом сумели сенсационно выиграть титул. Кирьос и Коккинакис получили wild card и уже во втором круге обыграли первую сеянную пару Никола Мектич / Мате Павич. Затем Кирьос с партнёром обыграли 15-ю, 6-ю и 3-ю сеянные пары, а в финале победили австралийцев Мэттью Эбдена и Макса Пёрселла (первый полностью австралийский финал турнира с 1980 года). Кирьос и Коккинакис стали первой полностью австралийской парой, выигравшей турнир в XXI веке, а также первой парой в «Открытой эре», получившей wild card и выигравшей турнир. Для Кирьоса этот титул стал всего лишь вторым в парном разряде, ранее он побеждал на турнире ATP 250 в Лионе в 2018 году. На турнирах Большого шлема в парном разряде Ник ранее никогда не проходил далее третьего круга.
| Стадия  | Соперники (посев)                      | Рейтинг     | Счёт        |
| 1 раунд | Алекс Болт Джеймс Маккейб (WC)         | 735 / 1 204 | 6-4 6-2     |
| 2 раунд | Никола Мектич Мате Павич (1)           | 2 / 1       | 7-6(8) 6-3  |
| 3 раунд | Ариэль Беар Гонсало Эскобар (15)       | 47 / 39     | 6-4 4-6 6-4 |
| 1/4     | Майкл Винус Тим Пютц (6)               | 15 / 18     | 7-5 3-6 6-3 |
| 1/2     | Марсель Гранольерс Орасио Себальос (3) | 7 / 6       | 7-6(4) 6-4  |
| Финал   | Макс Пёрселл Мэттью Эбден              | 34 / 55     | 7-5 6-4     |

В марте в Индиан-Уэлсе Кирьос дошёл до четвертьфинала турнира серии Masters впервые с 2017 года, обыграв в том числе восьмую ракетку мира Каспера Рууда (6-4, 6-4). В четвертьфинале Кирьос проиграл Надалю за 2 часа и 46 минут — 6-7(0), 7-5, 4-6. На турнире серии Masters в Майами Кирьос разгромил седьмую ракетку мира Андрея Рублёва (6-3, 6-0), но в 4-м круге уступил Яннику Зиннеру в двух сетах. Там же в Майами Ник дошёл до полуфинала в парном разряде вместе с Коккинакисом. В начале апреля Кирьос дошёл до полуфинала турнира ATP 250 в Хьюстоне на грунте, где в двух сетах проиграл Рейлли Опелке. В апреле Кирьос поднялся на высшее в карьере 29-е место в парном рейтинге.
Ник традиционно не играл на Открытом чемпионате Франции и грунтовых турнирах в Европе, но сразу после «Ролан Гаррос» в июне успешно выступил в двух турнирах на траве в Германии. В Штутгарте на турнире ATP 250 он дошел до полуфинала, где проиграл бывшей первой ракетке мира Энди Маррею в двух сетах. На следующей неделе Кирьос вновь добрался до полуфинала на турнире ATP 250 в Халле, где был близок к первому с 2019 года финалу турнира ATP, но был остановлен поляком Хубертом Хуркачем в очень упорном матче — 6-4, 6-7(2), 6-7(4). Благодаря этим успехам Кирьос вернулся в топ-50 мирового рейтинга.
На Уимблдонском турнире Кирьос показал свой лучший в карьере результат на турнирах Большого шлема. В первом круге Ник с трудом обыграл британца Пола Джабба в 5 сетах. В третьем круге Кирьос в четырёх сетах обыграл 4-го сеянного Стефаноса Циципаса. В 4-м круге Нику вновь пришлось играть 5 сетов, в этом матче он победил 20-летнего американца Брэндона Накашиму — 4-6, 6-4, 7-6(2), 3-6, 6-2. В четвертьфинале Кирьос в трёх сетах переиграл чилийца Кристиана Гарина — 6-4, 6-3, 7-6(5). 7 июля, накануне полуфинала, соперник Кирьоса Рафаэль Надаль снялся с турнира из-за травмы мышц живота, таким образом Ник без игры вышел в финал Уимблдона и стал первым с 2005 года австралийцем, вышедшим в финал турнира Большого шлема в мужском одиночном разряде. В финальном матче за 3 часа и 2 минуты Кирьос уступил Новаку Джоковичу со счётом 6-4, 3-6, 4-6, 6-7(3). Кирьос сделал в финале 30 эйсов при 7 двойных ошибках и дважды отдал свою подачу. За выход в финал Кирьос заработал 1 050 000 фунтов стерлингов призовых (около 10 % от всех заработанных за карьеру до этого).
| Стадия  | Соперник (посев)     | Рейтинг | Счёт                   | Время матча |
| 1 раунд | Пол Джабб (WC)       | 219     | 3-6 6-1 7-5 6-7(3) 7-5 | 3 ч 5 мин   |
| 2 раунд | Филип Краинович (26) | 31      | 6-2 6-3 6-1            | 1 ч 25 мин  |
| 3 раунд | Стефанос Циципас (4) | 5       | 6-7(2) 6-4 6-3 7-6(7)  | 3 ч 17 мин  |
| 4 раунд | Брэндон Накасима     | 56      | 4-6 6-4 7-6(2) 3-6 6-2 | 3 ч 11 мин  |
| 1/4     | Кристиан Гарин       | 43      | 6-4 6-3 7-6(5)         | 2 ч 13 мин  |
| 1/2     | Рафаэль Надаль (2)   | 4       | Без игры               |             |
| Финал   | Новак Джокович (1)   | 1       | 6-4 3-6 4-6 6-7(3)     | 3 ч 1 мин   |

В конце июля вместе с Коккинакисом выиграл турнир ATP 250 в Атланте в парном разряде. В начале августа Кирьос победил на турнире ATP 500 в Вашингтоне. Для Ника эта победа стала первой на турнирах ATP за три года, при этом последний раз он побеждал на том же турнире в Вашингтоне в 2019 году. В шести матчах турнира Кирьос проиграл только один сет — в четвертьфинале Фрэнсису Тиафо. В этом матче во втором сете Кирьос отыграл пять матчболов и победил со счётом 6-7(5)), 7-6(12), 6-2. После матча Кирьос охарактеризовал игру одной фразой: «Это было дико». Там же в Вашингтоне победил и в парном разряде, играя вместе с Джеком Соком. Кирьосу и Соку понадобилось выиграть всего три матча для победы на турнире, так как соперники по полуфиналу отказались от игры. Таким образом, за одну неделю Кирьос выиграл столько же турниров ATP в парном разряде, сколько за всю карьеру до этого.
На следующей неделе после двойной победы в Вашингтоне Кирьос дошёл до 1/4 финала турнира Masters 1000 в Монреале, обыграв во втором круге первую ракетку мира Даниила Медведева в трёх сетах. За весь матч у Медведева было всего два брейкпойнта, которые Кирьос отыграл. Кирьос победил лидера мирового рейтинга второй раз в карьере и впервые с 2014 года, когда он на Уимблдоне обыграл Надаля. В четвертьфинале Кирьос за 1 час и 46 минут уступил будущему финалисту Хуберту Хуркачу — 6-7(4), 7-6(5), 1-6. За весь матч Кирьос ни разу не взял подачу соперника.
15 августа поднялся на высшее в карьере 20-е место в парном рейтинге. Через неделю поднялся на 18-е место.
На Открытом чемпионате США был посеян под 23-м номером. В первом круге в трёх сетах обыграл Танаси Коккинакиса, а во втором круге в 4 сетах победил Бенжамена Бонзи. В третьем круге в трёх сетах обыграл Джеффри Джона Вольфа (6-4, 6-2, 6-3) и впервые в карьере вышел в 4-й круг Открытого чемпионата США. В четвёртом круге Кирьос обыграл в 4 сетах первую ракетку мира Даниила Медведева (четвёртая победа в пяти матчах против Медведева), но затем в четвертьфинале в пяти сетах уступил другому россиянину Карену Хачанову, который впервые в карьере пробился в полуфинал турнира Большого шлема.
В октябре Ник выступил на турнире ATP 500 в Токио, где выиграл два матча, а затем снялся перед матчем 1/4 финала против Тейлора Фритца. Также снялся перед полуфиналом в парном разряде, в котором выступал вместе с Коккинакисом.
7 ноября поднялся на высшее в карьее 11-е место в парном рейтинге. В середине ноября вместе с Коккинакисом выступил на Итоговом турнире ATP в Турине в парном разряде. Австралийцы выиграли один матч и проиграли два и не смогли выйти из группы.

#### 2023
Перед самым стартом Открытого чемпионата Австралии Кирьос созвал пресс-конференцию и заявил, что из-за травмы мениска не сыграет на турнире. Кирьос сообщил, что после артроскопической операции планирует вернуться на корты в марте 2023 года.
Свой единственный матч на уровне ATP в 2023 году сыграл в середине июня на турнире ATP 250 на траве в Штутгарте, где в первом круге проиграл У Ибину — 5-7, 3-6.

#### 2024
В апреле Кирьос заявил, что собирается вернуться к тренировкам в ближайшие недели. Однако до лета выступления так и не возобновил.

#### Выступления в Кубке Дэвиса
В сентябре 2013 года Ник Кирьос был впервые включён в сборную команду Австралии для выступления в матче Кубке Дэвиса против сборной Польши. Это был матч переходного турнира Мировой группы Кубка Дэвиса, и Кирьос заменил в австралийской команде Маринко Матошевича. Парная встреча, в которой он играл вместе с Крисом Гуччоне против Мариуша Фирстенберга и Марцина Матковского, оказалась его дебютом в Кубке Дэвиса. В этом матче в упорной борьбе в пяти сетах победили поляки. Ник Кирьос выступил и в одиночной встрече против Михала Пшисенжного, но к тому моменту всё уже было решено в пользу австралийцев, так как они вели со счётом 3-1. Тем не менее, Ник одержал победу (Пшисенжний отказался от продолжения борьбы, не доиграв первый сет), и окончательный счёт стал 4-1 в пользу сборной Австралии, которая тем самым обеспечила себе место в Мировой группе в 2014 году.
В январе-феврале 2014 года сборная Австралии провела матч Мировой группы Кубка Дэвиса против сборной Франции и проиграла все пять встреч. В частности, Ник Кирьос проиграл обе свои одиночные встречи — против Ришара Гаске и Гаэля Монфиса — правда, последняя встреча уже ничего не решала, так как к её началу счёт был уже 4-0 в пользу сборной Франции.

## Рейтинг на конец года
| Год               | 2012 | 2013  | 2014  | 2015 | 2016 | 2017 | 2018 | 2019  | 2020 | 2021  | 2022 |
| Одиночный рейтинг | 838  | ▲ 182 | ▲ 52  | ▲ 30 | ▲ 13 | ▼ 21 | ▼ 35 | ▲ 30  | ▼ 45 | ▼ 93  | ▲ 22 |
| Парный рейтинг    | 1222 | ▲ 483 | ▼1207 | ▲167 | ▼231 | ▲75  | ▼139 | ▼ 238 | ▼255 | ▲ 233 | ▲13  |

По данным официального сайта ATP на последнюю неделю года.

## Выступления на турнирах

### Финалы турниров Большого шлема в одиночном разряде (1)

#### Поражение (1)
| №  | Год  | Турнир   | Покрытие | Соперник в финале | Счёт               |
| 1. | 2022 | Уимблдон | Трава    | Новак Джокович    | 6-4 3-6 4-6 6-7(3) |

### Финалы турнировATPв одиночном разряде (10)

#### Победы (7)
| Легенда                       |
| ----------------------------- |
| Турниры Большого шлема (0+1)* |
| Итоговый турнир ATP (0)       |
| Мастерс (0)                   |
| АТР 500 (4+1)                 |
| АТР 250 (3+2)                 |

| Титулы по покрытиям | Титулы по месту проведения матчей турнира |
| ------------------- | ----------------------------------------- |
| Хард (7+3)*         | Зал (1)                                   |
| Грунт (0+1)         | Зал (1)                                   |
| Трава (0)           | Открытый воздух (6+4)                     |
| Ковёр (0)           | Открытый воздух (6+4)                     |

* количество побед в одиночном разряде + количество побед в парном разряде.
| №  | Дата            | Турнир             | Покрытие   | Соперник в финале | Счёт          |
| 1. | 21 февраля 2016 | Марсель, Франция   | Хард (зал) | Марин Чилич       | 6-2 7-6(3)    |
| 2. | 7 августа 2016  | Атланта, США       | Хард       | Джон Изнер        | 7-6(3) 7-6(4) |
| 3. | 9 октября 2016  | Токио, Япония      | Хард       | Давид Гоффен      | 4-6 6-3 7-5   |
| 4. | 7 января 2018   | Брисбен, Австралия | Хард       | Райан Харрисон    | 6-4 6-2       |
| 5. | 2 марта 2019    | Акапулько, Мексика | Хард       | Александр Зверев  | 6-3 6-4       |
| 6. | 4 августа 2019  | Вашингтон, США     | Хард       | Даниил Медведев   | 7-6(6) 7-6(4) |
| 7. | 7 августа 2022  | Вашингтон, США (2) | Хард       | Ёсихито Нисиока   | 6-4 6-3       |

#### Поражения (4)
| №  | Дата            | Турнир              | Покрытие | Соперник в финале | Счёт               |
| 1. | 3 мая 2015      | Кашкайш, Португалия | Грунт    | Ришар Гаске       | 3-6 2-6            |
| 2. | 21 августа 2017 | Цинциннати, США     | Хард     | Григор Димитров   | 3-6 5-7            |
| 3. | 8 октября 2017  | Пекин, Китай        | Хард     | Рафаэль Надаль    | 2-6 1-6            |
| 4. | 10 июля 2022    | Уимблдон            | Трава    | Новак Джокович    | 6-4 3-6 4-6 6-7(3) |

### Финалы челленджеров и фьючерсов в одиночном разряде (6)

#### Победы (5)
| Условные обозначения |
| Челленджеры (4)*     |
| Фьючерсы (1+1)       |

| Титулы по покрытиям | Титулы по месту проведения матчей турнира |
| ------------------- | ----------------------------------------- |
| Хард (2+1)*         | Зал (0)                                   |
| Грунт (2)           | Зал (0)                                   |
| Трава (1)           | Открытый воздух (5+1)                     |
| Ковёр (0)           | Открытый воздух (5+1)                     |

* количество побед в одиночном разряде + количество побед в парном разряде.
| №  | Дата           | Турнир                    | Покрытие | Соперник в финале | Счёт           |
| 1. | 3 марта 2013   | Сидней, Австралия         | Хард     | Мэтт Рид          | 6-3 6-2        |
| 2. | 28 апреля 2013 | Юйси, Китай               | Хард     | Бой Вестерхоф     | 7-5 6-1        |
| 3. | 20 апреля 2014 | Сарасота, США             | Грунт    | Филип Краинович   | 7-6(10) 6-4    |
| 4. | 27 апреля 2014 | Саванна, США              | Грунт    | Джек Сок          | 2-6 7-6(4) 6-4 |
| 5. | 14 июня 2014   | Ноттингем, Великобритания | Трава    | Сэмюэль Грот      | 7-6(3) 7-6(7)  |

#### Поражение (1)
| №  | Дата           | Турнир       | Покрытие | Соперник в финале | Счёт    |
| 1. | 21 апреля 2013 | Чэнду, Китай | Хард     | У Ди              | 3-6 3-6 |

### Финалы турниров Большого шлема в парном разряде (1)

#### Победа (1)
| №  | Год  | Турнир                       | Покрытие | Партнёр           | Соперники в финале        | Счёт    |
| 1. | 2022 | Открытый чемпионат Австралии | Хард     | Танаси Коккинакис | Макс Пёрселл Мэттью Эбден | 7-5 6-4 |

### Финалы турнировATPв парном разряде (4)

#### Победы (4)
| №  | Дата           | Турнир                       | Покрытие | Партнёр           | Соперники в финале           | Счёт           |
| 1. | 26 мая 2018    | Лион, Франция                | Грунт    | Джек Сок          | Роман Ебавый Матве Мидделкоп | 7-5 2-6 [11-9] |
| 2. | 29 января 2022 | Открытый чемпионат Австралии | Хард     | Танаси Коккинакис | Макс Пёрселл Мэттью Эбден    | 7-5 6-4        |
| 3. | 31 июля 2022   | Атланта, США                 | Хард     | Танаси Коккинакис | Джейсон Каблер Джон Пирс     | 7-6(4) 7-5     |
| 4. | 7 августа 2022 | Вашингтон, США               | Хард     | Джек Сок          | Иван Додиг Остин Крайчек     | 7-5 6-4        |

### Финалы челленджеров и фьючерсов в парном разряде (2)

#### Победа (1)
| №  | Дата            | Турнир              | Покрытие | Партнёр    | Соперники в финале         | Счёт       |
| 1. | 17 февраля 2013 | Мельбурн, Австралия | Хард     | Алекс Болт | Райан Агар Себастьян Бадер | 7-6(6) 6-4 |

#### Поражение (1)
| №  | Дата         | Турнир            | Покрытие | Партнёр    | Соперники в финале         | Счёт           |
| 1. | 3 марта 2013 | Сидней, Австралия | Хард     | Алекс Болт | Брайдан Клейн Дэн Проподжа | 4-6 6-4 [9-11] |

### Финалы командных турниров (1)

#### Победа (1)
| №  | Год  | Турнир        | Команда                           | Соперник в финале                   | Счёт |
| 1. | 2016 | Кубок Хопмана | Австралия · Д.Гаврилова, Н.Кирьос | Украина · Э.Свитолина, А.Долгополов | 2-0  |

## История выступлений на турнирах
По состоянию на 19 февраля 2025 года.
(Для предотвращения двойного счёта и прочих неточностей, результат выступления данного игрока вносится в таблицу только по окончании его участия в турнире.)
| Турнир                       | 2012  | 2013  | 2014  | 2015  | 2016  | 2017  | 2018  | 2019  | 2020          | 2021          | 2022          | 2023  | 2024  | 2025  | Итог   | В/П за карьеру |
| ---------------------------- | ----- | ----- | ----- | ----- | ----- | ----- | ----- | ----- | ------------- | ------------- | ------------- | ----- | ----- | ----- | ------ | -------------- |
| Турниры Большого шлема       |       |       |       |       |       |       |       |       |               |               |               |       |       |       |        |                |
| Открытый чемпионат Австралии | К1    | К1    | 2Р    | 1/4   | 3Р    | 2Р    | 4Р    | 1Р    | 4Р            | 3Р            | 2Р            | -     | -     | 1Р    | 0 / 10 | 17-10          |
| Открытый чемпионат Франции   | -     | 2Р    | 1Р    | 3Р    | 3Р    | 2Р    | -     | -     | -             | -             | -             | -     | -     |       | 0 / 5  | 5-5            |
| Уимблдонский турнир          | -     | -     | 1/4   | 4Р    | 4Р    | 1Р    | 3Р    | 2Р    | НП            | 3Р            | Ф             | -     | -     |       | 0 / 8  | 20-8           |
| Открытый чемпионат США       | -     | 1Р    | 3Р    | 1Р    | 3Р    | 1Р    | 3Р    | 3Р    | -             | 1Р            | 1/4           | -     | -     |       | 0 / 9  | 12-9           |
| Итог                         | 0 / 0 | 0 / 2 | 0 / 4 | 0 / 4 | 0 / 4 | 0 / 4 | 0 / 3 | 0 / 3 | 0 / 1         | 0 / 3         | 0 / 3         | 0 / 0 | 0 / 0 | 0 / 1 | 0 / 32 |                |
| В/П в сезоне                 | 0-0   | 1-2   | 7-4   | 8-4   | 9-4   | 2-4   | 7-3   | 3-3   | 3-1           | 4-3           | 10-3          | 0-0   | 0-0   | 0-1   |        | 54-32          |
| Турниры Мастерс              |       |       |       |       |       |       |       |       |               |               |               |       |       |       |        |                |
| Индиан-Уэлс                  | -     | -     | -     | 2Р    | 2Р    | 1/4   | -     | 2Р    | НП            | -             | 1/4           | -     | -     |       | 0 / 5  | 7-4            |
| Майами                       | -     | -     | -     | -     | 1/2   | 1/2   | 4Р    | 4Р    | НП            | -             | 4Р            | -     | -     |       | 0 / 5  | 15-5           |
| Монте-Карло                  | -     | -     | -     | -     | -     | -     | -     | -     | НП            | -             | -             | -     | -     |       | 0 / 0  | 0-0            |
| Мадрид                       | -     | -     | -     | 3Р    | 1/4   | 3Р    | -     | 1Р    | НП            | -             | -             | -     | -     |       | 0 / 4  | 7-4            |
| Рим                          | -     | -     | -     | 1Р    | 3Р    | -     | -     | 2Р    | -             | -             | -             | -     | -     |       | 0 / 3  | 3-3            |
| Торонто/Монреаль             | -     | -     | 2Р    | 3Р    | 1Р    | 3Р    | 1Р    | 1Р    | НП            | 1Р            | 1/4           | -     | -     |       | 0 / 8  | 8-8            |
| Цинциннати                   | -     | -     | -     | 1Р    | 2Р    | Ф     | 3Р    | 2Р    | -             | -             | 2Р            | -     | -     |       | 0 / 6  | 10-6           |
| Шанхай                       | -     | -     | -     | 2Р    | 2Р    | 1Р    | 1Р    | -     | Не проводился | Не проводился | Не проводился | -     | -     |       | 0 / 4  | 2-4            |
| Париж                        | -     | -     | -     | -     | -     | -     | -     | -     | -             | -             | -             | -     | -     |       | 0 / 0  | 0-0            |
| Статистика за карьеру        |       |       |       |       |       |       |       |       |               |               |               |       |       |       |        |                |
| Проведено финалов            | 0     | 0     | 0     | 1     | 3     | 2     | 1     | 2     | 0             | 0             | 2             | 0     | 0     | 0     |        | 11             |
| Выиграно турниров АТП        | 0     | 0     | 0     | 0     | 3     | 0     | 1     | 2     | 0             | 0             | 1             | 0     | 0     | 0     |        | 7              |
| В/П: всего                   | 0-0   | 2-2   | 10-9  | 24-19 | 39-15 | 32-18 | 25-14 | 23-15 | 6-3           | 7-8           | 37-10         | 0-1   | 0-0   | 0-2   |        | 205-116        |
| Σ % побед                    | -     | 50 %  | 53 %  | 56 %  | 72 %  | 64 %  | 64 %  | 61 %  | 67 %          | 47 %          | 79 %          | 0 %   | -     | 0 %   |        | 63,9 %         |

К — проигрыш в квалификационном турнире.
| Турнир                       | 2013  | 2014  | 2015  | 2016  | 2017  | 2018  | 2019  | 2021  | 2022   | 2025  | Итог   | В/П за карьеру |
| ---------------------------- | ----- | ----- | ----- | ----- | ----- | ----- | ----- | ----- | ------ | ----- | ------ | -------------- |
| Турниры Большого шлема       |       |       |       |       |       |       |       |       |        |       |        |                |
| Открытый чемпионат Австралии | 1Р    | -     | 1Р    | 1Р    | -     | 2Р    | 1Р    | 2Р    | П      | 1Р    | 1 / 8  | 8-6            |
| Открытый чемпионат Франции   | -     | -     | 1Р    | 1Р    | 3Р    | -     | -     | -     | -      |       | 0 / 3  | 2-3            |
| Уимблдонский турнир          | -     | -     | -     | -     | -     | -     | -     | -     | -      |       | 0 / 0  | 0-0            |
| Открытый чемпионат США       | -     | 1Р    | -     | 3Р    | 2Р    | -     | 2Р    | -     | 3Р     |       | 0 / 5  | 6-3            |
| Итог                         | 0 / 1 | 0 / 1 | 0 / 2 | 0 / 3 | 0 / 2 | 0 / 1 | 0 / 2 | 0 / 1 | 1 / 2  | 0 / 1 | 1 / 16 |                |
| В/П в сезоне                 | 0-1   | 0-1   | 0-2   | 2-2   | 3-2   | 1-0   | 1-1   | 1-1   | 8-1    | 0-1   |        | 16-12          |
| Итоговые турниры             |       |       |       |       |       |       |       |       |        |       |        |                |
| Итоговый турнир ATP          | -     | -     | -     | -     | -     | -     | -     | -     | Группа |       | 0 / 1  | 1-2            |

К — проиграл в квалификационном турнире.

## Победы над теннисистами из топ-10
По состоянию на 18 ноября 2024 года
| Сезон | 2013 | 2014 | 2015 | 2016 | 2017 | 2018 | 2019 | 2020 | 2021 | 2022 | 2023 | 2024 | Всего |
| Побед | 0    | 1    | 3    | 6    | 4    | 1    | 5    | 1    | 0    | 6    | 0    | 0    | 27    |

| №    | Игрок              | Рейтинг | Турнир                 | Покрытие   | Этап       | Счёт                     | Рейтинг Кирьоса |
| ---- | ------------------ | ------- | ---------------------- | ---------- | ---------- | ------------------------ | --------------- |
| 2014 |                    |         |                        |            |            |                          |                 |
| 1.   | Рафаэль Надаль     | 1       | Уимблдон               | Трава      | 4-й раунд  | 7-6(5), 5-7, 7-6(5), 6-3 | 144             |
| 2015 |                    |         |                        |            |            |                          |                 |
| 2.   | Роджер Федерер     | 2       | Мадрид, Испания        | Грунт      | 2-й раунд  | 6-7(2), 7-6(5), 7-6(12)  | 35              |
| 3.   | Милош Раонич       | 8       | Уимблдон               | Трава      | 3-й раунд  | 5-7, 7-5, 7-6(3), 6-3    | 29              |
| 4.   | Станислас Вавринка | 5       | Монреаль, Канада       | Хард       | 2-й раунд  | 6-7(8), 6-3, 4-0 отказ   | 41              |
| 2016 |                    |         |                        |            |            |                          |                 |
| 5.   | Ришар Гаске        | 10      | Марсель, Франция       | Хард (зал) | 1/4 финала | 6-0, 6-4                 | 41              |
| 6.   | Томаш Бердых       | 8       | Марсель, Франция       | Хард (зал) | 1/2 финала | 6-4, 6-2                 | 41              |
| 7.   | Томаш Бердых       | 7       | Дубай, ОАЭ             | Хард       | 1/4 финала | 6-4, 6-4                 | 33              |
| 8.   | Станислас Вавринка | 4       | Мадрид, Испания        | Грунт      | 2-й раунд  | 7-6(7), 7-6(2)           | 21              |
| 9.   | Милош Раонич       | 10      | Рим, Италия            | Грунт      | 2-й раунд  | 7-6(5), 6-3              | 20              |
| 10.  | Гаэль Монфис       | 8       | Токио, Япония          | Хард       | 1/2 финала | 6-4, 6-4                 | 15              |
| 2017 |                    |         |                        |            |            |                          |                 |
| 11.  | Новак Джокович     | 2       | Акапулько, Мексика     | Хард       | 1/4 финала | 7-6(9), 7-5              | 17              |
| 12.  | Новак Джокович     | 2       | Индиан-Уэлс, США       | Хард       | 4-й раунд  | 6-4, 7-6(3)              | 16              |
| 13.  | Рафаэль Надаль     | 2       | Цинциннати, США        | Хард       | 1/4 финала | 6-2, 7-5                 | 23              |
| 14.  | Александр Зверев   | 4       | Пекин, Китай           | Хард       | 1/2 финала | 6-3, 7-5                 | 19              |
| 2018 |                    |         |                        |            |            |                          |                 |
| 15.  | Григор Димитров    | 3       | Брисбен, Австралия     | Хард       | 1/2 финала | 3-6, 6-1, 6-4            | 21              |
| 2019 |                    |         |                        |            |            |                          |                 |
| 16.  | Рафаэль Надаль     | 2       | Акапулько, Мексика     | Хард       | 2-й раунд  | 3-6, 7-6(2), 7-6(6)      | 72              |
| 17.  | Джон Изнер         | 9       | Акапулько, Мексика     | Хард       | 1/2 финала | 7-5, 5-7, 7-6(7)         | 72              |
| 18.  | Александр Зверев   | 3       | Акапулько, Мексика     | Хард       | Финал      | 6-3, 6-4                 | 72              |
| 19.  | Стефанос Циципас   | 6       | Вашингтон, США         | Хард       | 1/2 финала | 6-4, 3-6, 7-6(7)         | 52              |
| 20.  | Даниил Медведев    | 10      | Вашингтон, США         | Хард       | Финал      | 7-6(6), 7-6(4)           | 52              |
| 2020 |                    |         |                        |            |            |                          |                 |
| 21.  | Стефанос Циципас   | 6       | Кубок АТР              | Хард       | Группа     | 7-6(7), 6-7(3), 7-6(5)   | 29              |
| 2022 |                    |         |                        |            |            |                          |                 |
| 22.  | Каспер Рууд        | 8       | Индиан-Уэлс, США       | Хард       | 3-й раунд  | 6-4, 6-4                 | 132             |
| 23.  | Андрей Рублёв      | 7       | Майами, США            | Хард       | 2-й раунд  | 6-3, 6-0                 | 102             |
| 24.  | Стефанос Циципас   | 6       | Халле, Германия        | Трава      | 2-й раунд  | 5-7, 6-2, 6-4            | 65              |
| 25.  | Стефанос Циципас   | 5       | Уимблдон               | Трава      | 3-й раунд  | 6-7(2), 6-4, 6-3, 7-6(7) | 40              |
| 26.  | Даниил Медведев    | 1       | Монреаль, Канада       | Хард       | 2-й раунд  | 6-7(2), 6-4, 6-2         | 37              |
| 27.  | Даниил Медведев    | 1       | Открытый чемпионат США | Хард       | 4-й раунд  | 7-6(11), 3-6, 6-3, 6-2   | 25              |